# Artabano (Istaspe)
Artabano figlio di Istaspe (VI secolo a.C. – dopo il 480 a.C.) è stato un dignitario persiano, fratello minore di Dario I e zio di Serse, che tentò di impedire al primo di combattere in Scizia e al secondo di intraprendere la seconda guerra persiana.

## Biografia
Era noto nelle opere di Ctesia di Cnido come Artapano.
Le prime notizie biografiche a suo riguardo rinvenute nella Storie erodotee lo identificano con la caratteristica che più gli sarà conveniente: quella dell'essere un saggio consigliere: sconsigliò a Dario di intraprendere la campagna contro gli Sciti. La spedizione fu poi un fallimento: dopo essere avanzato per alcune settimane nelle steppe della Ucraina Dario fu costretto ad ordinare il ritorno senza aver raggiunto gli obiettivi prefissati. Artabano era satrapo della Battriana, provincia di cospicua importanza, e ciò voleva dire che, finché il figlio di suo fratello non fosse stato abbastanza anziano per governare, sarebbe stato potenzialmente successore del fratello.
Considerato che secondo Erodoto era stato Mardonio a indurre il giovane sovrano a dichiarare guerra, quest'ultimo decise di sottoporre la decisione a un consiglio di nobili: solo Artabano osò contraddire Mardonio, affermando che la campagna, poi fallimentare, era troppo rischiosa, e accusando Mardonio e Serse di calunniare gli Elleni. Serse lo riprese duramente, ma durante la notte, meditando, arrivò a condividere la sua opinione. Il giorno dopo, nonostante la notte stessa una visione gli avesse sconsigliato di dar ragione ad Artabano, affermò che voleva rinunciare alla spedizione. Il giorno successivo, decise di consultarsi con Artabano, poiché quella stessa visione l'aveva minacciato. Artabano dunque si finse il re, e pure lui ebbe la visione notturna: dopo di ciò, mutò parere e divenne un sostenitore della campagna.
Durante l'attraversamento dell'Ellesponto, si dice che Serse abbia avuto dei repentini mutamenti d'umore. Notato ciò, Artabano gli domandò perché piangesse, dopo essere stato felice: ne nasce una discussione, durante la quale Artabano afferma che non è tanto la brevità della vita a renderla triste, quanto il fatto che sia piena di tormenti. A questo punto, Serse domandò ad Artabano se fosse stata la sola visione a fargli cambiare parere: risponderà di avere quest'ultimo ancora due dubbi circa la riuscita della spedizione, pur sperando nel successo. Serse domandò quindi ad Artabano se ritenesse che le truppe raccolte fossero troppo poco numerose. Al contrario, Artabano affermò che aumentando il numero delle truppe i problemi sarebbero aumentati, essendo i principali avversari la terra e il mare della Grecia: più precisamente, in caso di tempesta nessun porto sarebbe stato in grado di ospitare l'immensa flotta, e anche edificandone uno di ampissime dimensioni ciò sarebbe stato inutile, poiché la flotta doveva potersi spostare; inoltre, proseguendo la marcia, sarebbe stato più difficile trovare viveri per le truppe. Tale discorso sembra confarsi a una delle costanti della narrazione erodotea: ogni eccesso umano è punito dalla volontà divina. Serse ribatté affermando che, se per ogni spedizione si dovessero temere tutti gli inconvenienti, mai se ne farebbe una; al contrario, effettuandola, ci si espone sì al rischio, ma parallelamente si ha l'opportunità che metà delle avversità non si verifichi: secondo Serse, solo rischiando i suoi antenati sono riusciti a procurarsi un così vasto impero, e il problema alimentare si sarebbe risolto sfruttando il grano coltivato dagli Elleni.
Quindi consigliò a Serse di assoldare gli Ioni per la spedizione, per non farli combattere contro il loro compatrioti: se essi infatti si fossero schierati cogli Elleni, grandi sarebbero stati i danni per i Persiani, mentre i contingenti achemenidi sarebbero riusciti a raggiungere il loro scopo prefisso anche senza l'aiuto dei Greci. Serse non accolse il suo parere, perché gli Ioni si erano dimostrati decisivi nella campagna condotta da Dario in Scizia e perché lasciando i parenti e gli averi sotto il potere persiano mai avrebbero secondo lui ordito di ribellarsi; Serse fece quindi tornare a Susa Artabano come reggente. I suoi figli, noti coi nomi di Artyphius, Ariomardus, Bassaces, Tigranes e Tritantaechmes, presero invece parte alla spedizione.